# Windsor (Colorado)
Windsor é uma cidade  localizada no estado americano de Colorado, no Condado de Larimer e Condado de Weld.

## Demografia
Segundo o censo americano de 2000, a sua população era de 9896 habitantes.
Em 2006, foi estimada uma população de 15.976, um aumento de 6080 (61.4%).

## Geografia
De acordo com o United States Census Bureau tem uma área de
38,7 km², dos quais 37,9 km² cobertos por terra e 0,8 km² cobertos por água. Windsor localiza-se a aproximadamente 1505 m acima do nível do mar.

## Localidades na vizinhança
O diagrama seguinte representa as localidades num raio de 24 km ao redor de Windsor.